# Zaedyus
Los piches patagónicos o piches de oreja corta forman un género cingulado integrado en la familia Chlamyphoridae. Está compuesto por 3 especies, dos de ellas extinguidas y una aún viviente, la que habita en estepas áridas del sur de Sudamérica.

## Características y costumbres
Estos armadillos poseen una dieta omnívora variada, alimentándose de pequeños vertebrados, invertebrados y en menor medida productos vegetales.

## Taxonomía
Zaedyus fue descrito originalmente en el año 1889 por el naturalista argentino Florentino Ameghino.
Subdivisión
Este género se compone de 3 especies: 
- Zaedyus pichiy Desmarest, 1804
- Zaedyus minimus† Ameghino, 1889[3]
- Zaedyus praecursor† Rusconi, 1949[4]

Las especies extintas se exhumaron en la provincia de Buenos Aires, centro-este de la Argentina, en edades posiblemente asignables a algún hiato entre las edades pliocénicas, y en el Pleistoceno.
Podría sumársele una cuarta especie (Chaetophractus vellerosus) —viviente—, ya que en un estudio del año 2015 basado en reconstrucciones filogenéticas moleculares, la partición nuclear no codificante sugirió la parafilia del género Chaetophractus, con un fuerte apoyo estadístico para el agrupamiento de C. vellerosus (sinonimizándolo con C. nationi) con Zaedyus pichiy.

## Distribución
Sus especies fueron referidas, desde el Plioceno tardío hasta la actualidad, en ecosistemas abiertos, áridos o fríos, en el centro-oeste y sur de América del Sur. Actualmente el género vive desde el centro de la Argentina hasta el sur de ese país y, gracias a la intervención humana, hasta la ribera septentrional del Estrecho de Magallanes.